# 336680 Pavolpaulik
336680 Pavolpaulik este o planetă minoră (asteroid) din centura de asteroizi. A fost descoperită pe 10 ianuarie 2010 la Mayhill⁠(d) de Štefan Kürti⁠(d). 
Obiectul prezintă o orbită caracterizată de o semiaxă mare de 2,2757246236598 UAi, o excentricitate de 0,23, o înclinație de 7 ° în raport cu ecliptica.